# Rio Drăguşul
O Rio Drăguşul é um rio da Romênia, afluente do Ilva, localizado no distrito de Mureş.